# الهیر
ال هیر یک منطقهٔ مسکونی در امارات متحده عربی است که در رأس‌الخیمه واقع شده‌است.

## خصوصیات
ال هیر ۲۱ متر بالاتر از سطح دریا واقع شده‌است.